# Xichang
För andra betydelser, se Xichang (olika betydelser).
Xichang är en stad på häradsnivå under Liangshans stad på prefekturnivå i Sichuan-provinsen i sydvästra Kina. Den ligger omkring 370 kilometer sydväst om provinshuvudstaden Chengdu. 
Xichangs satellituppskjutningscenter är beläget strax utanför staden.